# Alternativ rock
Alternativ rock (også kaldet alternativ musik eller simpelt alternativ, eller kendt som indie i Storbritannien) er en rockgenre, der opstod i starten af 1980'erne og blev meget populær i 1990'erne.  Begrebet "alternativ" kom frem i 1980'erne for at beskrive punk- og jangle pop-inspireret bands med et uafhængig pladeselskab, som ikke passede ind i mainstreamens genre på dette tidspunkt. Som musikgenre består alternativ rock af mange forskellige undergenrer som grunge, Indie rock, Shoegazing, britpop og gotisk rock.

## Bands
- Coldplay (UK)
- Hüsker Dü (US)
- Sonic Youth (US)
- The Minutemen (US)
- The Pixies (US)
- R.E.M. (US)
- Dinosaur Jr (US)
- Half Japanese (US)
- My Bloody Valentine (UK/IRL)
- The Jesus and Mary Chain (SCO)
- The Cure (UK)
- Throwing Muses (US)
- Nirvana (US)
- Soundgarden (US)
- Pearl Jam (US)
- Alice in Chains (US)
- Stone Temple Pilots (US)
- Mudhoney (US)
- The Melvins (US)
- The Smashing Pumpkins (US)
- Frank Black (US)
- Deerhoof (US)
- Rival Schools (US)
- Weezer (US)
- Foo Fighters (US)
- Queens of the Stone Age (US)
- Blonde Redhead (US)
- dEUS (Bel)
- The Breeders (US)
- PJ Harvey (UK)
- Kashmir (DK)
- Pavement (US)
- Melt-Banana (JPN)
- Mogwai (SCO)
- Mew (DK)
- Psyched Up Janis (DK)
- Sebadoh (US)
- Stereolab (Fra/UK)
- Yo La Tengo (US)
- bob hund (SVE)
- Fugazi (US)
- Blur (UK)
- Elastica (UK)
- Veruca Salt (US)
- Porno for Pyros (US)
- Atomic Swing (SVE)
- Catherine Wheel (UK)
- Slowdive (UK)
- The God Machine (US)
- Tanya Donnelly (US)
- Radiohead (UK)
- The Cranberries (Irl)
- Action Beat (UK)
- Arcade Fire (CAN)
- Broken Social Scene (CAN)
- Arctic Monkeys (UK)
- Animal Collective (US)
- The Dodos (US)
- Enon (US)
- Les Savy Fav (US)
- Liam Finn (AUS)
- Lightning Bolt (US)
- The Veils (UK)
- Fleet Foxes (US)
- Health (US)
- Yeasayer (US)
- These Are Powers (US)
- My Chemical Romance (US)
- Mucc (JPN)
- Epo-555 (DK)
- Ulige numre (DK)
- Figurines (DK)
- The Kissaway Trail (DK)